# Synagoge Baisingen

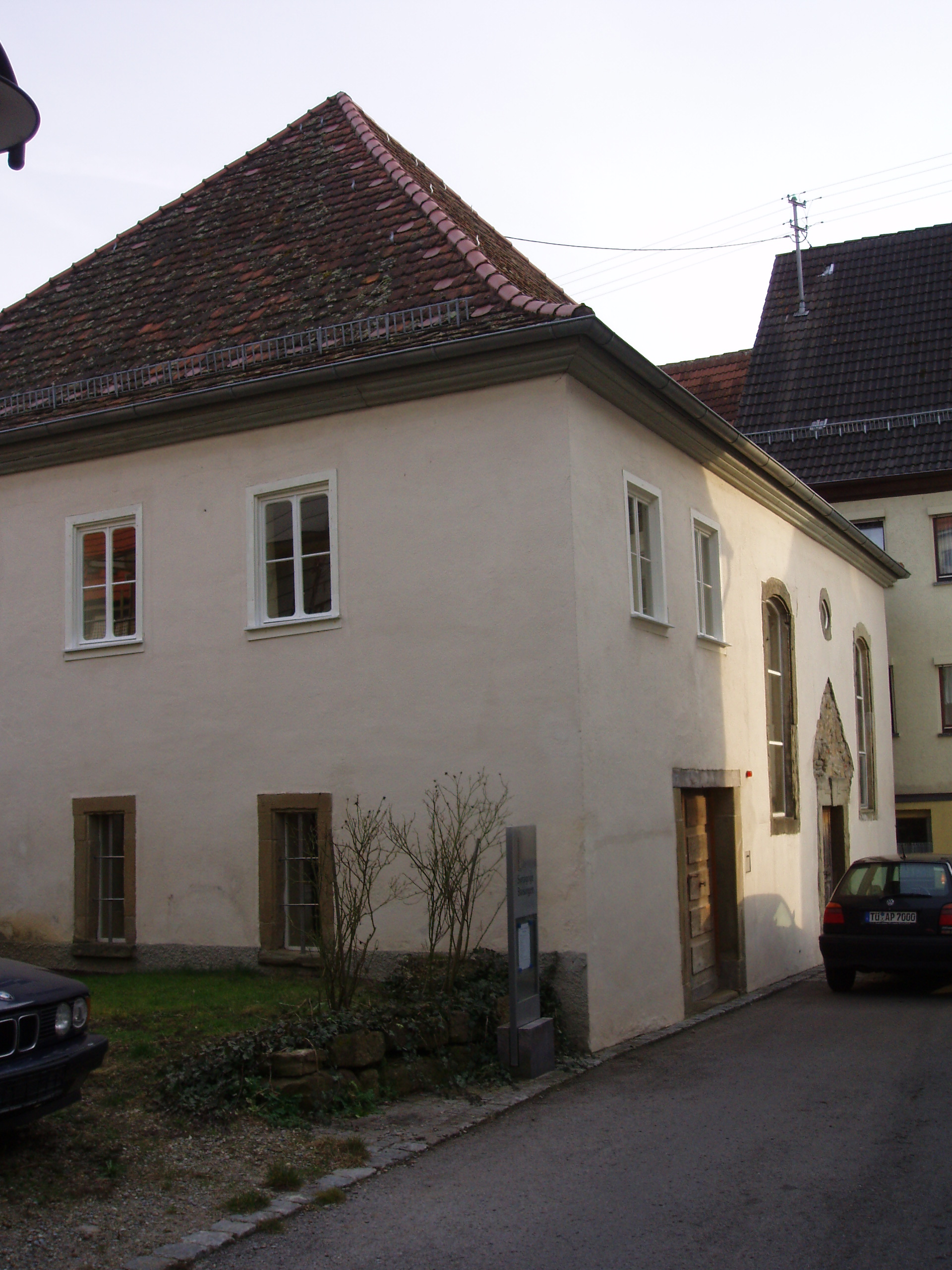
Synagogengedenkstätte

Die Synagoge in Baisingen, einem heutigen Stadtteil von Rottenburg am Neckar, zählt zu den am besten erhaltenen Landsynagogen Deutschlands. Sie wird als Museum genutzt und von einem Förderverein betreut.

## Geschichte der Synagoge
Die Synagoge wurde 1784 im klassizistischen Stil errichtet. Sie erhob sich mit zwei Stockwerken über einem quadratischen Grundriss mit hohem Walmdach. Der Hauptraum erhielt eine Kuppel aus Holz, die als mit goldenen Sternen verzierter Himmel gestaltet wurde. Die Frauenempore im Obergeschoss lag über dem Nebenraum, der dem Vorsänger und der jüdischen Schule vorbehalten war. Bei einem Umbau 1837/38 wurde die Frauenempore über die gesamte Westseite verlängert. Bei diesem Umbau wurden auch die Bänke und die Bima, vielleicht auch der Toraschrein erneuert. Um 1910 erhielt die Synagoge einen neuen Innenanstrich, wobei auch die Malerei der Kuppel erneuert wurde.
Während der Novemberpogrome am 10. November 1938 verwüsteten SA-Männer das Innere und verbrannten das Gestühl, den Toraschrein und die Bima. Das Gebäude selbst wurde nicht angezündet, da die benachbarten Häuser sonst gefährdet worden wären. Zuvor hatte der NSDAP-Politiker Philipp Baetzner die SA-Männer mit einer Rede in Horb zu Ausschreitungen angestachelt. Baetzner wurde im Juni 1948 vom Landgericht Rottweil zu 18 Monaten Gefängnis verurteilt. Bald darauf wurde die Synagoge als landwirtschaftliche Scheune genutzt und dazu ein großes Tor in die Ostwand gebrochen. Der untere Nebenraum wurde zum Schweinestall.
Seit 1984 steht die Synagoge unter Denkmalschutz. Vier Jahre später erwarb die Stadt Rottenburg das Gebäude und bereitete eine Instandsetzung vor, die in Etappen auch durch viele ehrenamtliche Helfer bis zur Eröffnung 1998 durchgeführt wurde.

### Sanierungskonzept
Da es in Baisingen keine jüdische Gemeinde mehr gibt, war die Wiederherstellung des Gebäudes als Synagoge ausgeschlossen. Das Gebäude sollte auch nicht in seinen ursprünglichen Zustand zurückversetzt werden. Wichtig war den Verantwortlichen vielmehr, alle wichtigen Spuren seiner Geschichte zu bewahren:
- den Innenraum mit seiner Bemalung, wobei an der seitlichen Emporenwand ein älterer Farbbefund zu Tage trat,
- die Abdrücke im Wandputz der von den SA-Männern herausgerissenen Bänke,
- das Loch, das beim Umwerfen des Ofens mit seinem Kaminrohr mitten in der Westempore und in der Kuppel entstand,
- der beim Herausreißen des Kronleuchters entstandene Putzschaden im Kuppelscheitel,
- das Scheunentor aus der Zeit der landwirtschaftlichen Nutzung, ohne die die Synagoge wahrscheinlich abgerissen worden wäre.

Soweit es möglich war, wurde der überlieferte Zustand konserviert. Es wurde ein neuer Fußboden verlegt. Das Fundament der Bima und des Toraschreins wurde dabei ausgespart. Die Haupttür zur Synagoge wurde restauriert. Sie bleibt aber verschlossen, um deutlich zu machen, dass die Synagoge nicht mehr als Gebetsraum dient. Der Zutritt erfolgt heute über den Nebenraum.
Der Kronleuchter ist erst kurze Zeit vor der Sanierung verschwunden. Er soll irrtümlich als Gastgeschenk an die Gemeinde Gols gelangt sein. Die Mitglieder des Vereins bemühen sich, weitere Zeugnisse und Gegenstände der Synagoge zu sammeln und wieder im Museum zu zeigen.

### Genisa
Im Dachstuhl über der Synagoge befand sich ein Depot für alles, was für das religiöse Gemeindeleben nicht mehr benötigt wurde. Ursprung dieser Tradition war das Gebot, keine Schriften wegzuwerfen, in denen der Name Gottes genannt wurde. In diesem Genisa genannten Versteck wurden 1990 vom Landesdenkmalamt etliche Gegenstände ganz oder fragmentarisch geborgen: zerlesene Gebetbücher, erbauliche Schriften, Wand- und Taschenkalender, zahlreiche, mit Segenssprüchen bestickte oder bemalte Beschneidungstücher (Torawimpel genannt, weil mit ihnen eine Zeitlang die Torarolle umwickelt war), Gebetsriemen (Tefillin), der Rest einer Parochet vom Toraschrein und als Besonderheit ein Widderhorn (Schofar), das zum Neujahrsfest geblasen wurde.

### Museumskonzept
Auf der Empore wurde eine Dauerausstellung über das fast 400-jährige Gemeindeleben in Baisingen eingerichtet. Die Geschichte der Familien und ihrer Synagoge wird ergänzt durch die Genisafunde und andere Zeugnisse des jüdischen Lebens. Hauptexponat des Museums ist natürlich das Gebäude selbst, da alle Phasen seiner Geschichte sichtbar bleiben.
Getragen und betreut wird das Museum durch einen 1989 gegründeten Förderverein, dessen Mitglieder auch die Restaurierungs- und Sanierungsarbeiten tatkräftig und finanziell unterstützt haben.

## Jüdische Gemeinde in Baisingen

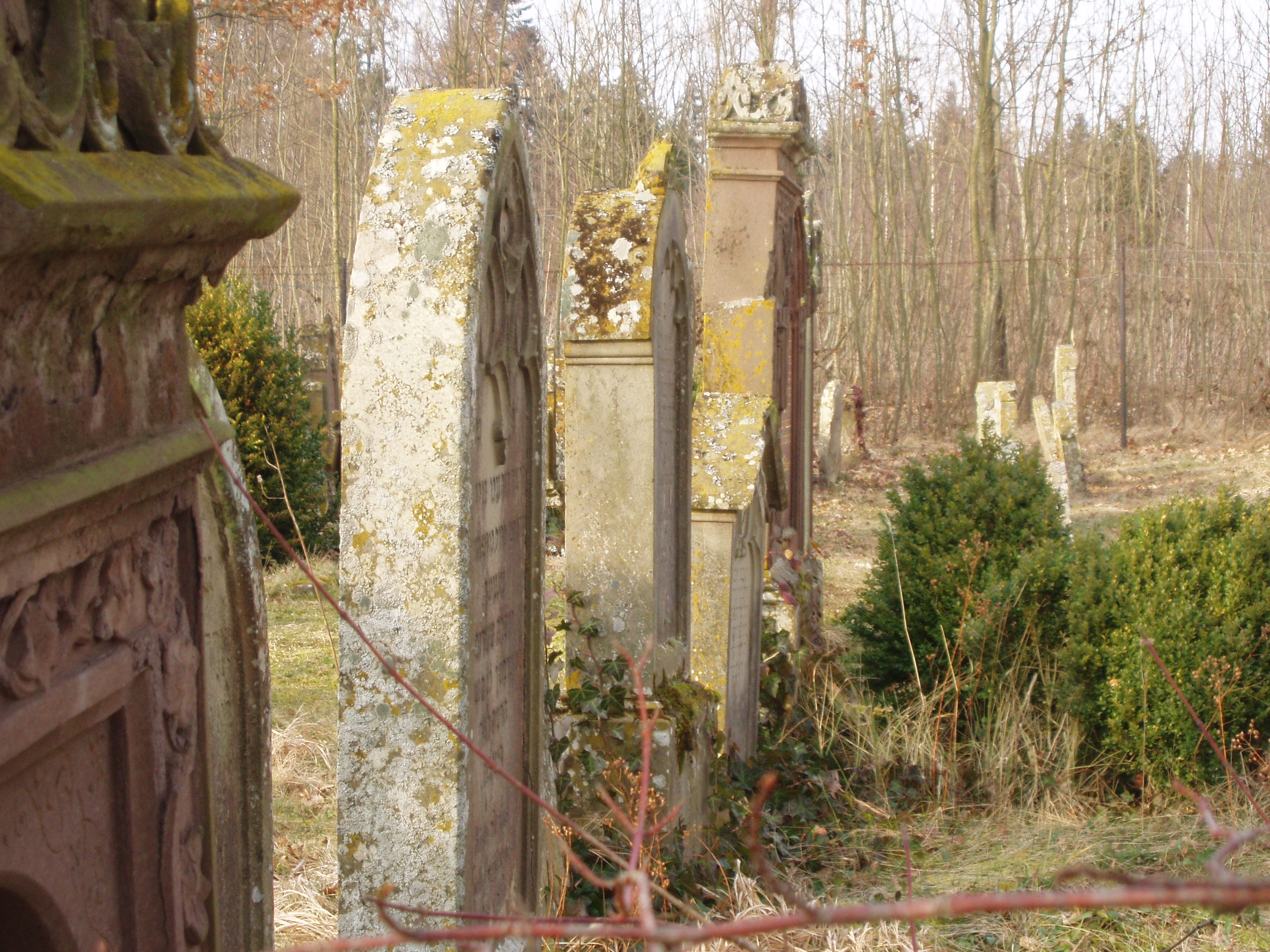
Jüdischer Friedhof

Seit 1596 sind jüdische Einwohner in Baisingen bezeugt. Nach der Vertreibung aus den größeren Städten, aus Vorderösterreich und dem Herzogtum Württemberg fanden die Juden in reichsritterschaftlichen Dörfern unter dem Schutz der Ortsherren eine neue Heimat, in Baisingen waren dies seit 1696 die Schenken von Stauffenberg. Sie wiesen die Juden in Schutzhäuser ein, deren Zahl sich mit dem Anwachsen der jüdischen Bevölkerung vermehrte.
Seit 1778 gab es auch einen jüdischen Friedhof. Er stellt neben der Synagoge das zweite wichtige Zeugnis des jüdischen Lebens in Baisingen dar. Nach ihrer bürgerlichen Gleichstellung im 19. Jahrhundert errichteten einige Juden große Häuser im Dorf, die heute noch das Ortsbild prägen. 1843 waren fast ein Drittel der Einwohner Baisingens Juden. Später ging die Zahl wieder zurück. 1933 lebten jedoch immer noch 86 Juden im Dorf. Etwa 60 wanderten in der Folgezeit aus, die Zurückgebliebenen wurden in die Vernichtungslager deportiert. Nur wenige Überlebende kehrten 1945 wieder nach Baisingen zurück.